# Z (armée russe)
Pour les articles homonymes, voir Z.
|  |

La lettre Z (en russe : зет, zet) est l'un des symboles peints sur les blindés et hélicoptères militaires engagés dans l'invasion de l'Ukraine par la Russie. Absente de l'alphabet cyrillique, où elle est plutôt écrite « З » en majuscule et « з » en minuscule, cette lettre est par ailleurs déclinée par la communication du Kremlin sur divers supports comme mème de soutien à la guerre,,,, souvent aux couleurs du ruban de Saint-Georges (noir et orange) et associée au hashtag #СвоихНеБросаем (« #Nous N'Oublions Pas Les Nôtres »). L'invasion russe en 2022 elle-même est parfois surnommée « opération Z ». En dehors du contexte militaire, l'utilisation du symbole « Z » traduit un soutien à la présidence de Vladimir Poutine et est devenue une « marque » du gouvernement russe aux côtés des couleurs de Saint-Georges, elles-mêmes adoptées comme des manifestations de soutien à la guerre russo-ukrainienne commencée en 2014.

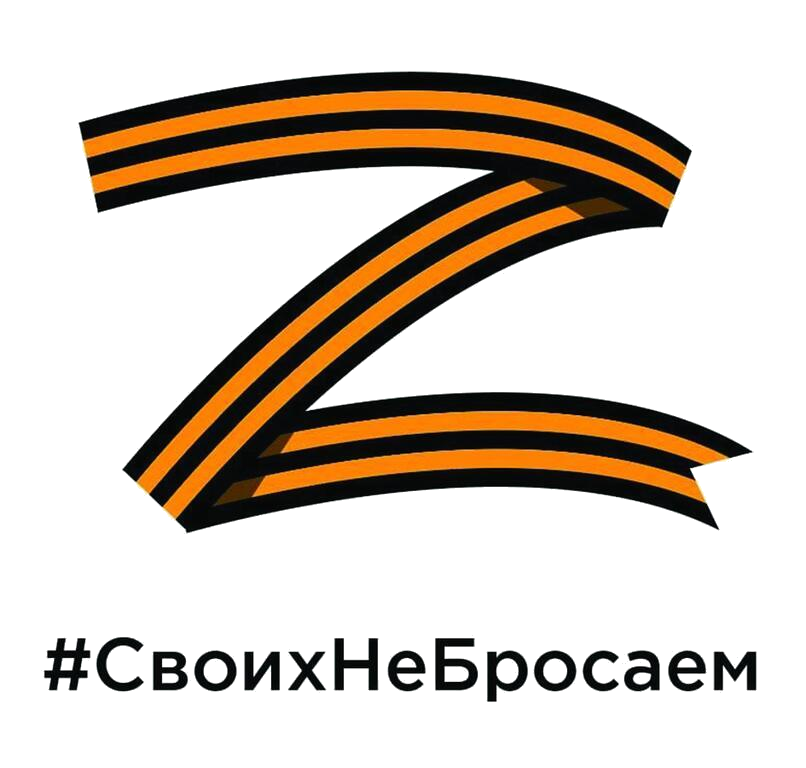
« Z » aux couleurs du ruban de Saint-Georges avec le hashtag officiel #СвоихНеБросаем (« #Nous N'Oublions Pas Les Nôtres »).

Le symbole n'a aucun lien évident avec les symboles d'État présents ou passés en Russie, qu'ils soient républicains, soviétiques ou impériaux. Les détracteurs de l'invasion russe allèguent que le symbole et son utilisation populaire sont de caractère néo-fasciste, symbolique du totalitarisme russe. Sa similitude avec les crampons héraldiques (wolfsangel), les runes et les croix gammées utilisées dans le néonazisme a abouti à sa caractérisation de « nouvelle croix gammée » ou « zwastika » .
La charge politique associée à cet usage particulier du signe « Z » dépassant les frontières russes, plusieurs pays d'Europe centrale et orientale l'assimilent aux symboles nazis, comme la Tchéquie et les pays baltes,, tandis que son usage est réglementé en Allemagne et que certaines entreprises dont l'identité visuelle repose sur le signe « Z » sont contraintes d'en changer en raison du risque de réputation,.
Le propagandiste pro-russe nationaliste Igor Mangouchev, décédé en Ukraine en 2023, serait prétendument à l'origine de ce symbole, même si cela n'a pas été confirmé.

## Du marquage militaire au symbole politique
Plusieurs signes ont été utilisés par l'armée russe en Ukraine dès le mois de février 2022, notamment :
- Z dans la région sud-est, comme Kherson, Mykolaïv, Marioupol, à partir de la Crimée et de l'oblast de Rostov, en Russie[19] ;
- [Z] (dans un carré) dans la région de Kharkiv depuis l'oblast de Belgorod, en Russie[20] ;
- O dans l'oblast de Tchernihiv depuis le poste-frontière de Senkivka, dans le nord de l'Ukraine[21] ;
- V dans le nord-ouest de l'oblast de Kiev à l'ouest du Dniepr[22] depuis la voblast de Homiel, en Biélorussie.

Exemples de marquages peints sur les matériels engagés par la Russie en Ukraine
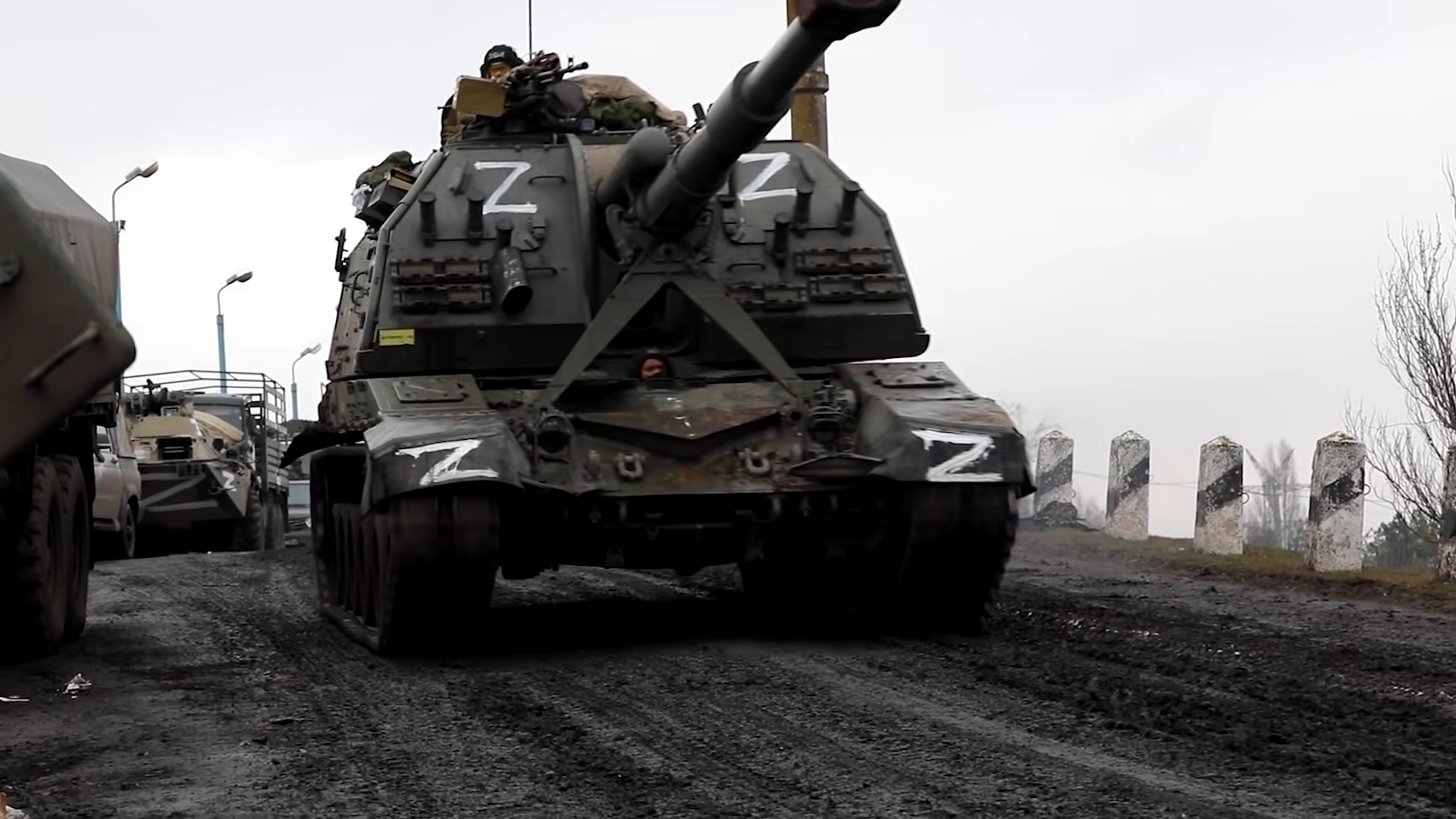
Obusier 2S19 Msta marqué « Z ».
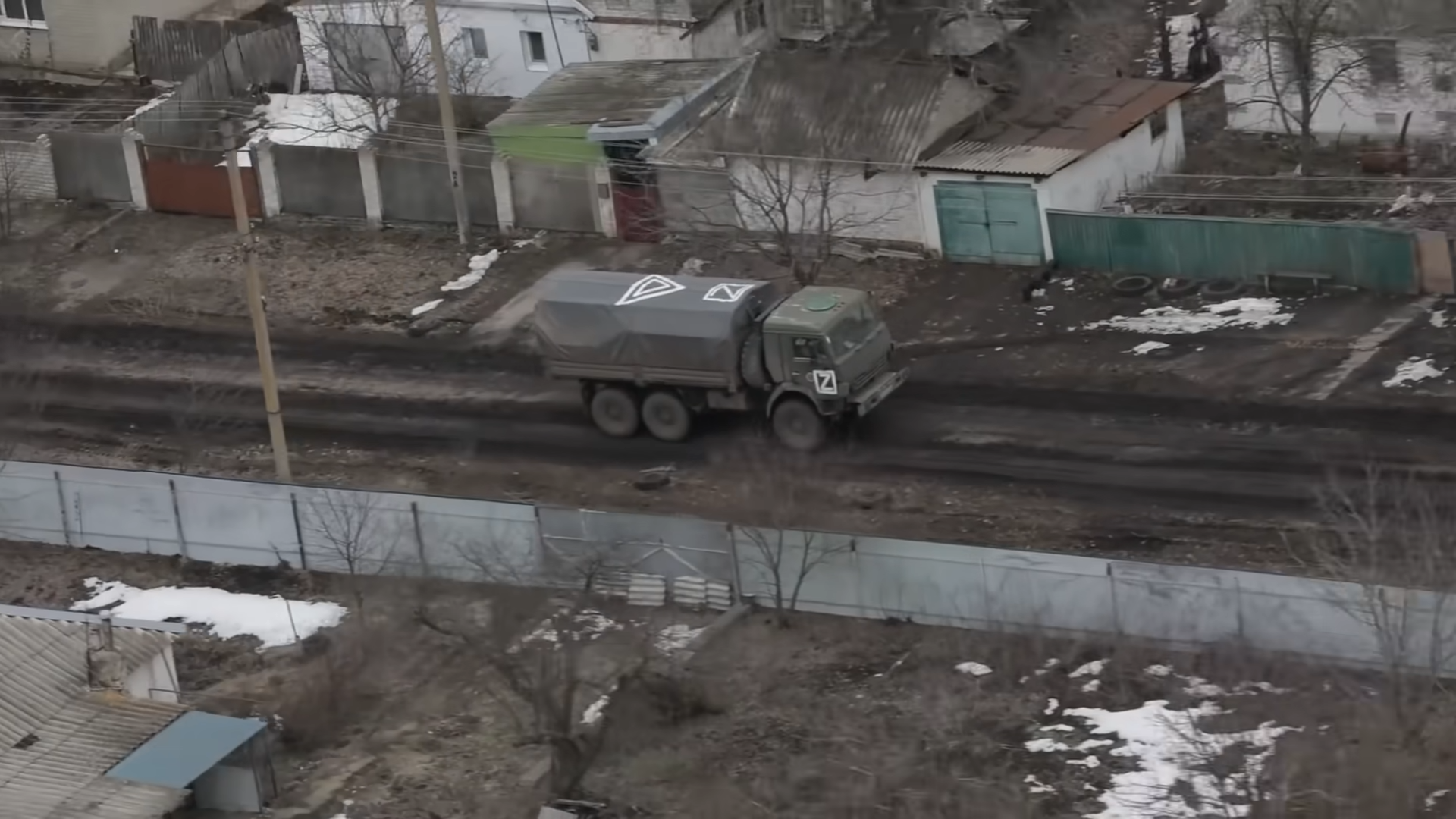
Véhicule avec marque « Z » dans un carré.
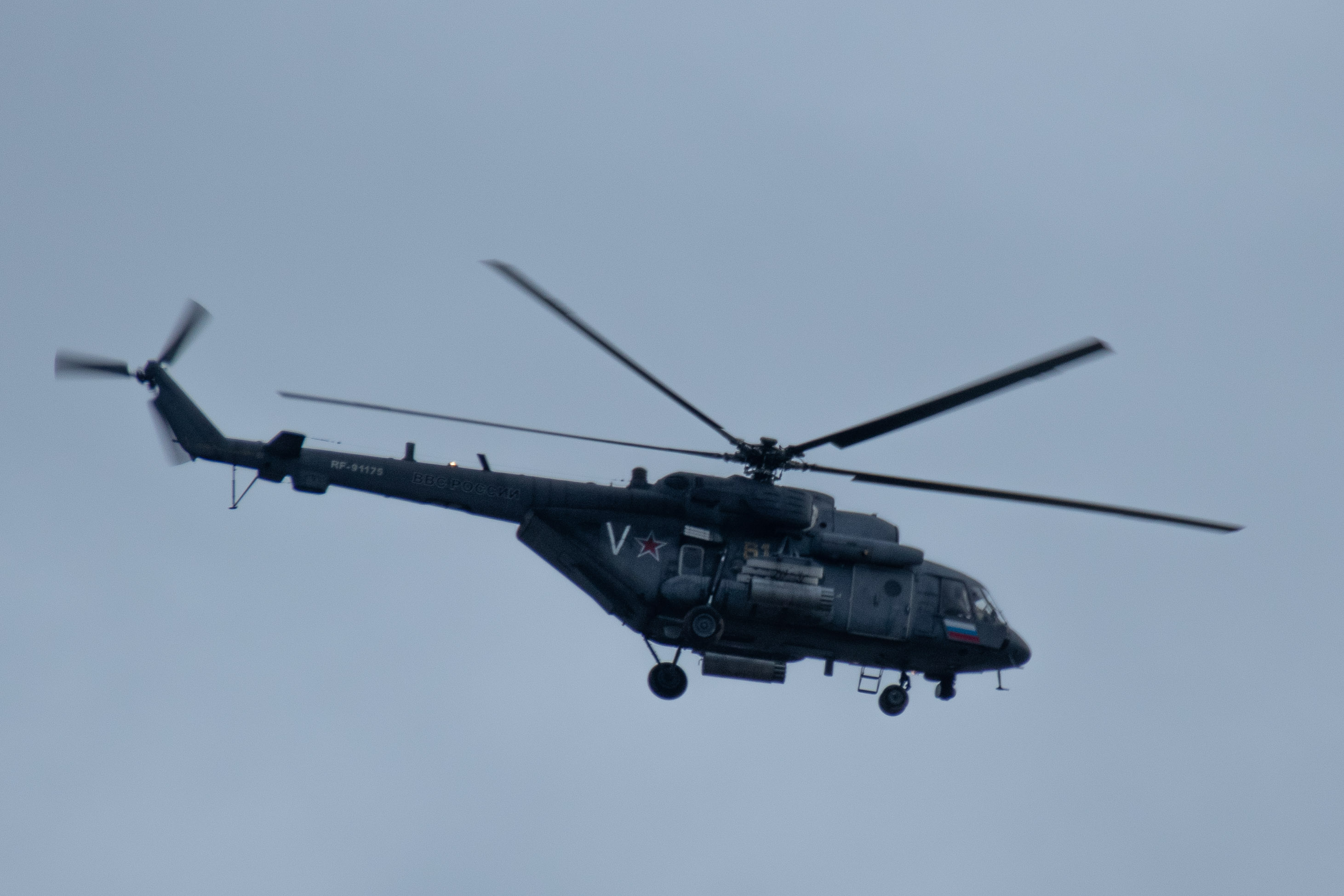
Hélicoptère Mil Mi-8AMTSh marqué « V ».
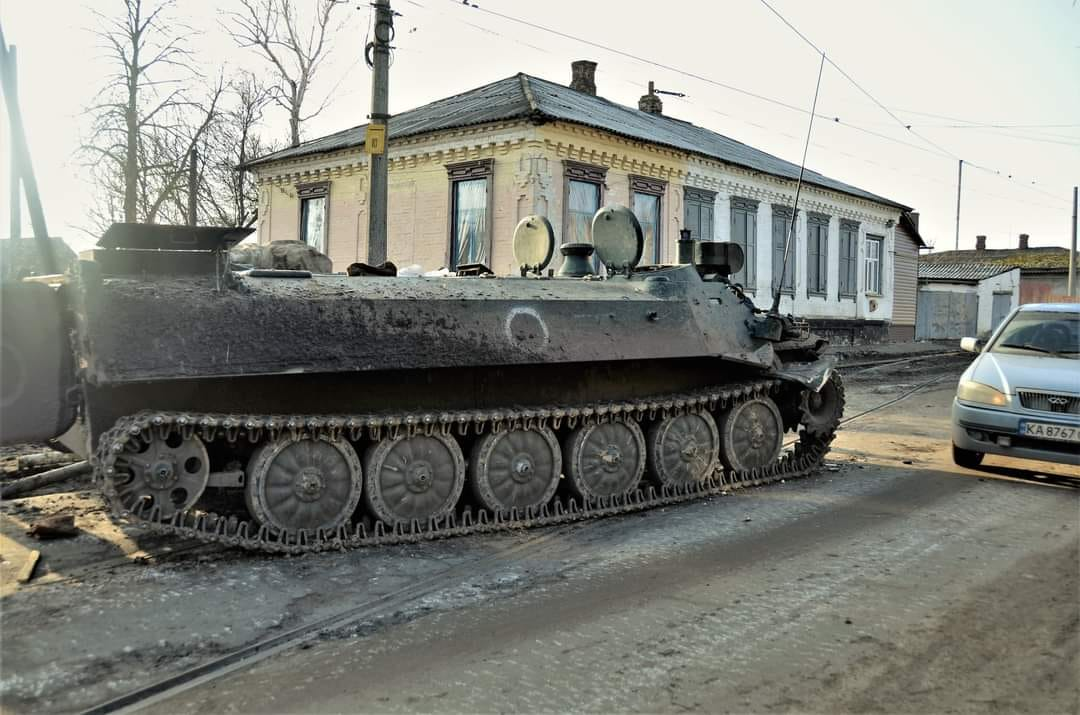
APC MT-LB marqué « O ».

Répartition géographique des symboles

Ces lettres représenteraient les districts militaires d'où proviennent les unités militaires : « Z » pour le district militaire ouest (Западный, Zapadny), « V » pour le district militaire est (Восточный, Vostotchny) et « O » pour le district militaire central (Центральный, Tsentral'ny),,. La signification précise de ce « Z » n'est cependant pas établie avec certitude. Il est généralement considéré comme une marque d'identification des différentes armées engagées par le Kremlin dans l'invasion de l'Ukraine, ce qui expliquerait la pluralité des signes observés, ainsi que pour éviter les tirs amis compte tenu de la relative similitude des matériels militaires russes et ukrainiens. D'autres explications ont été avancées, par exemple pour identifier les troupes dirigées contre l'ouest (запад, transcrit « zapad »), terme qui désigne également les exercices militaires de grande ampleur qui se déroulaient dans cette région avant l'invasion, ou encore des références aux termes demilitariZation et denaZification récurrents dans les discours de Vladimir Poutine justifiant l'invasion,. Le ministère russe de la défense a pour sa part expliqué sur son compte Instagram que « Z » représente За победу (« Pour la victoire ») tandis que « V » peut être lu comme Сила в правде (« La force est dans la vérité ») ou Задача будет выполнена (« On va finir le travail »).
Selon Benoît Vitkine, le signe « Z » s'est imposé parmi les autres « pour son caractère visuellement plus martial, et aussi pour les variations qu’il permet en russe ». Il est en effet possible de décliner la particule за (« za », qui signifie « pour ») de multiples façons, par exemple за победу (« pour la victoire »), за мир (« pour la paix »), за правду (« pour la vérité »), за детей Донбасса (« pour les enfants du Donbass »), etc. Afin d'afficher leur soutien à l'engagement militaire, de nombreuses institutions remplacent le son /z/ écrit en alphabet cyrillique « з, З » par la lettre latine « z » à l'instar du Roskomnadzor, autorité russe de contrôle des médias et de l'information, dont la graphie Роскомнадзор devient РоскомнадZор.

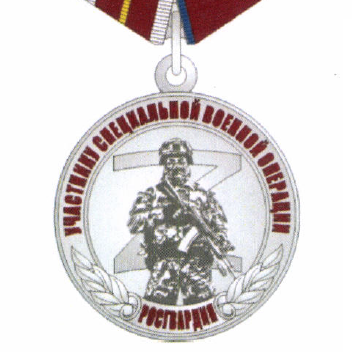
Sur la médaille commémorative de l'« opération spéciale » («Участнику специальной военной операции»), un soldat est représenté sur fond de "Z".

C'est un « Z » blanc sur le maillot du gymnaste russe Ivan Kuliak (en) lors de la Coupe du monde de gymnastique artistique début mars 2022 à Doha qui a fait connaître la signification politique attachée à ce signe hors contexte militaire. Ce signe « Z » a été à l'origine d'une altercation au Conseil de sécurité des Nations unies le 7 mars 2022 entre Serhiy Kyslytsya et Vassili Nebenzia, représentants ukrainien et russe auprès des Nations unies, le premier indiquant qu'il désignait les Ukrainiens comme Звери (« animaux » en français), ce à quoi le second répliqua que les Russes avaient leur opinion au sujet de qui étaient les animaux. Cette lettre est ainsi rapidement sortie du cadre militaire pour devenir un symbole de la politique de Vladimir Poutine en Ukraine.
En mai, des marquages en forme de « Z » apparaissent sur les images satellites de l'île des Serpents, occupée par les Russes au début de l'invasion en 2022. La lettre « Z » est utilisée à nouveau à partir d'avril 2023 pour désigner les unités Storm-Z, un type d'unités militaires disciplinaires composées de détenus et de soldats punis pour indiscipline. Ces unités sont déployées sur les secteurs les plus durs du front, où elles subissent des pertes très importantes du fait de leur manque d'entraînement et d'un commandement défaillant qui considère ces troupes comme de la chair à canon.

## Comme outil de propagande

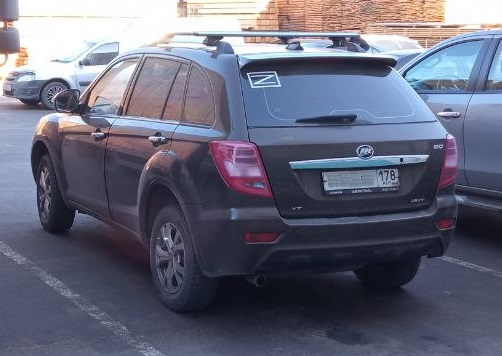
Sur le pare-brise arrière d'une voiture à Saint-Pétersbourg

La lettre latine « Z » est abondamment utilisée par le gouvernement russe comme motif de propagande pro-guerre,, et a été reprise par des civils pro-Poutine comme symbole de soutien à l'invasion de l'Ukraine. Le gouverneur Sergueï Tsiviliov (en) de l'oblast de Kemerovo, au sud de la Sibérie, a ainsi changé la graphie du Kouzbass (Кузбасс en russe) en remplaçant la lettre cyrillique minuscule з par la lettre latine majuscule Z pour donner КуZбасс, romanisé en « KouZbass »,. Le directeur général de Roscosmos, Dmitri Rogozine, a de même commencé à écrire son nom de famille РогоZин, c'est-à-dire RogoZine, donnant pour instruction au personnel du cosmodrome de Baïkonour, au Kazakhstan, de marquer les équipements avec les symboles « Z » et « V », tandis qu'une fusée Soyouz portant le signe « Z » était lancée le 22 mars 2022 depuis le Cosmodrome de Plessetsk. Des chaînes Telegram pro-Kremlin ont intégré la lettre « Z » dans leur nom depuis le début de l'invasion, ainsi que le Roskomnadzor, autorité russe de contrôle des médias et de l'information, qui affiche son nom Роскомнадзор avec un « Z » sur Telegram. Les agences gouvernementales russes intègrent également le symbole « Z » dans les messages et les vidéos nationalistes sur le réseau VKontakte (VK). La lettre « Z » est par ailleurs arborée par des mercenaires syriens contractés par la Russie dans des vidéos publiées par des médias d'État russes.

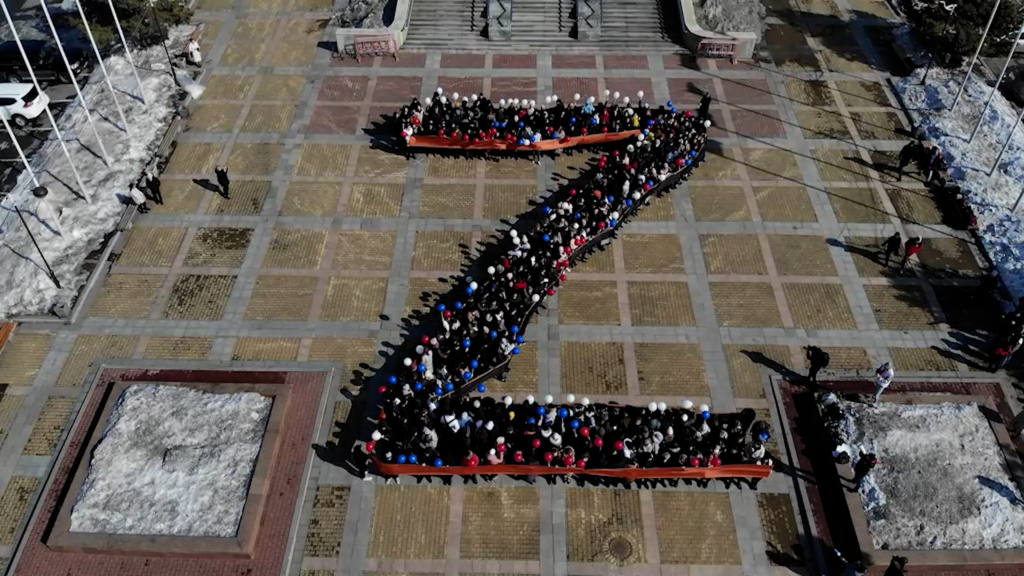
Flash mob au Platinum Arena de Khabarovsk, dans l'Extrême-Orient russe, le 11 mars dans le cadre de la campagne « #СвоихНеБросаем ».

Les autorités locales de plusieurs régions de Russie ont organisé des flash mobs pour soutenir l'invasion de l'Ukraine en mettant en avant la lettre « Z ». Des vidéos ont été partagées sur les réseaux sociaux montrant des flash mobs composés de jeunes militants pro-guerre portant des chemises noires décorées de la lettre « Z » et criant « Pour la Russie, pour Poutine ! » à côté du hashtag #СвоихНеБросаем (« #Nous N'Oublions Pas Les Nôtres »),. Un flash mob a par exemple été organisé par les autorités de Khabarovsk le 11 mars 2022 au Platinum Arena dans le cadre de cette campagne. Dans une vidéo diffusée sur les réseaux sociaux, la représentante Maria Boutina de la Douma d'État trace un « Z » sur sa veste en soutien à l'invasion et encourage les autres membres de la Douma à faire de même.

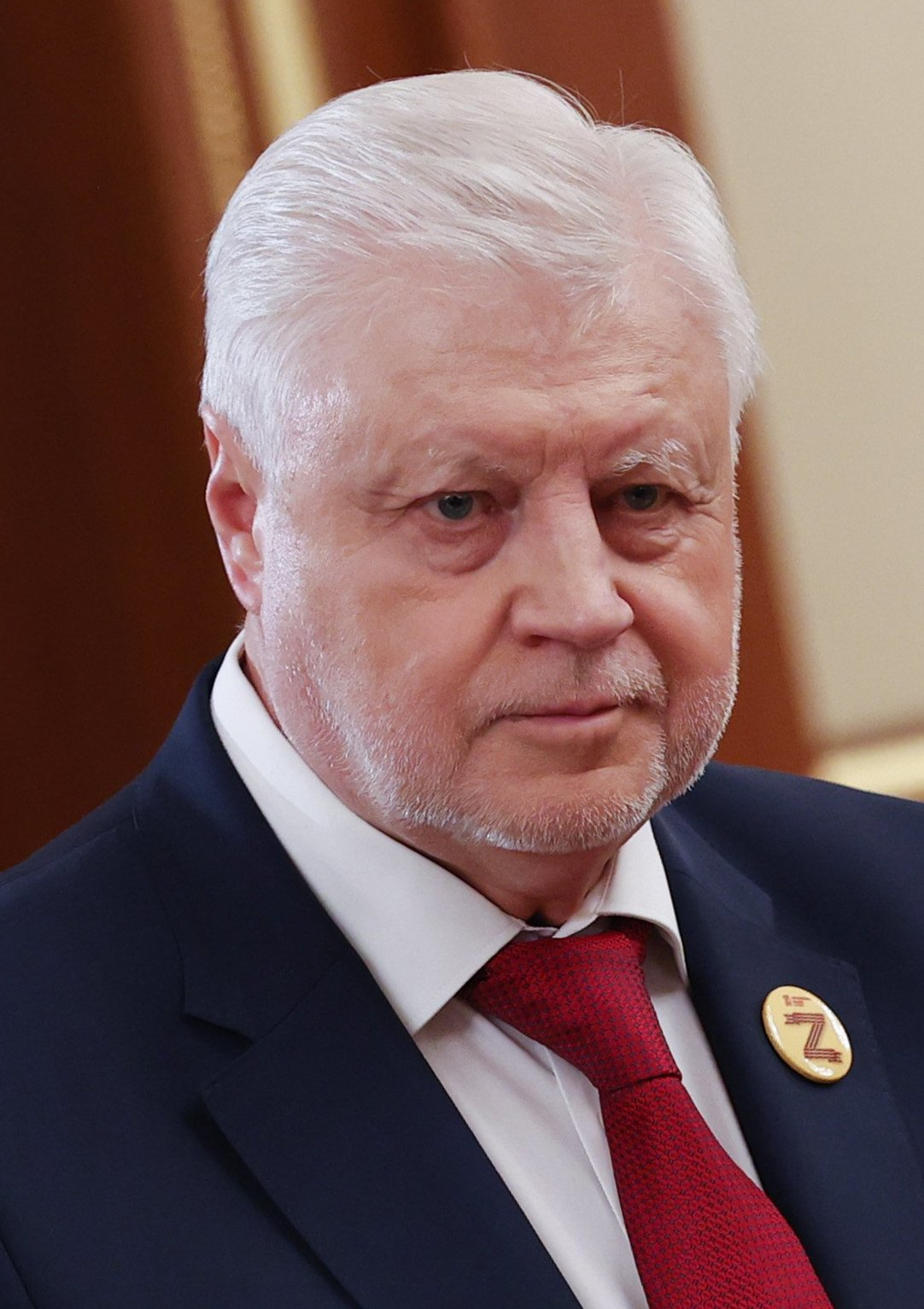
Sergueï Mironov portant un insigne marqué d'un Z aux couleurs du ruban de Saint-Georges

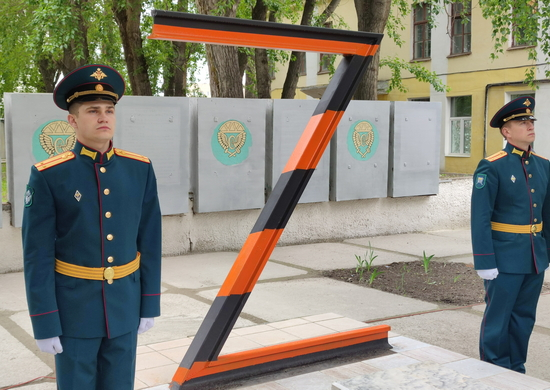
Un monument en forme de Z avec une garde d'honneur du district militaire central, dévoilé à Iekaterinbourg le

L'usage de ce signe a rapidement dépassé les frontières russes et a été aperçu dès le 4 mars 2022 dans une manifestation de soutien à l'invasion de l'Ukraine organisée à Belgrade, en Serbie. La chaîne de télévision d'État russe RT a vendu des articles portant le symbole « Z » en soutien aux forces russes, souvent avec des motifs dérivés du ruban de Saint-Georges. Des articles portant le signe « Z » ont été distribués au Royaume-Uni par Amazon mais ont été retirés de la vente après des critiques du public et des réclamations des médias. Une cyberattaque dirigée le 17 mars 2022 contre des sites web de médias ukrainiens leur a notamment fait afficher le drapeau russe, le ruban de Saint-Georges (interdit en Ukraine depuis 2017) et les lettres « Z » et « V ».

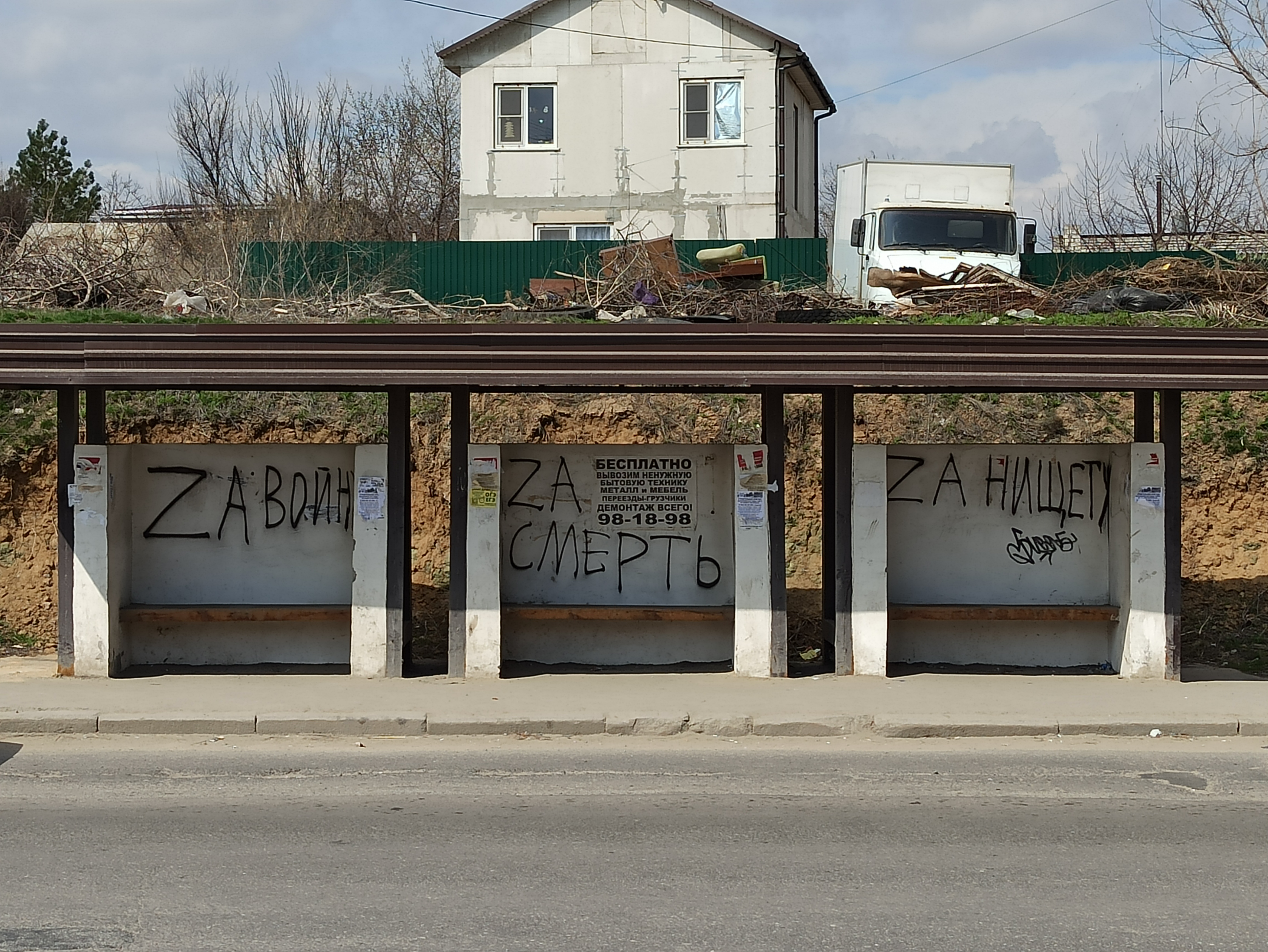
Graffiti anti-guerre se moquant du symbole à Volgograd : Pour la guerre, pour la mort, pour la pauvreté

Des militants anti-guerre en Russie ont vu leurs biens dégradés par des graffitis contenant le symbole « Z ». Le critique de cinéma russe Anton Doline, qui a vu la porte de sa demeure marquée d'un signe « Z », a rapproché cette lettre du film World War Z sorti en 2013 en décrivant l'armée russe et les militants pro-guerre comme « zombifiés ». Des agents de police russes ont par ailleurs tracé des « Z » en saccageant les locaux de l'ONG russe Memorial de défense des droits de l'homme lors de leur fermeture ordonnée par le pouvoir russe. Un membre du collectif russe Pussy Riot a également vu son appartement vandalisé avec ce symbole,.

## Signification politique

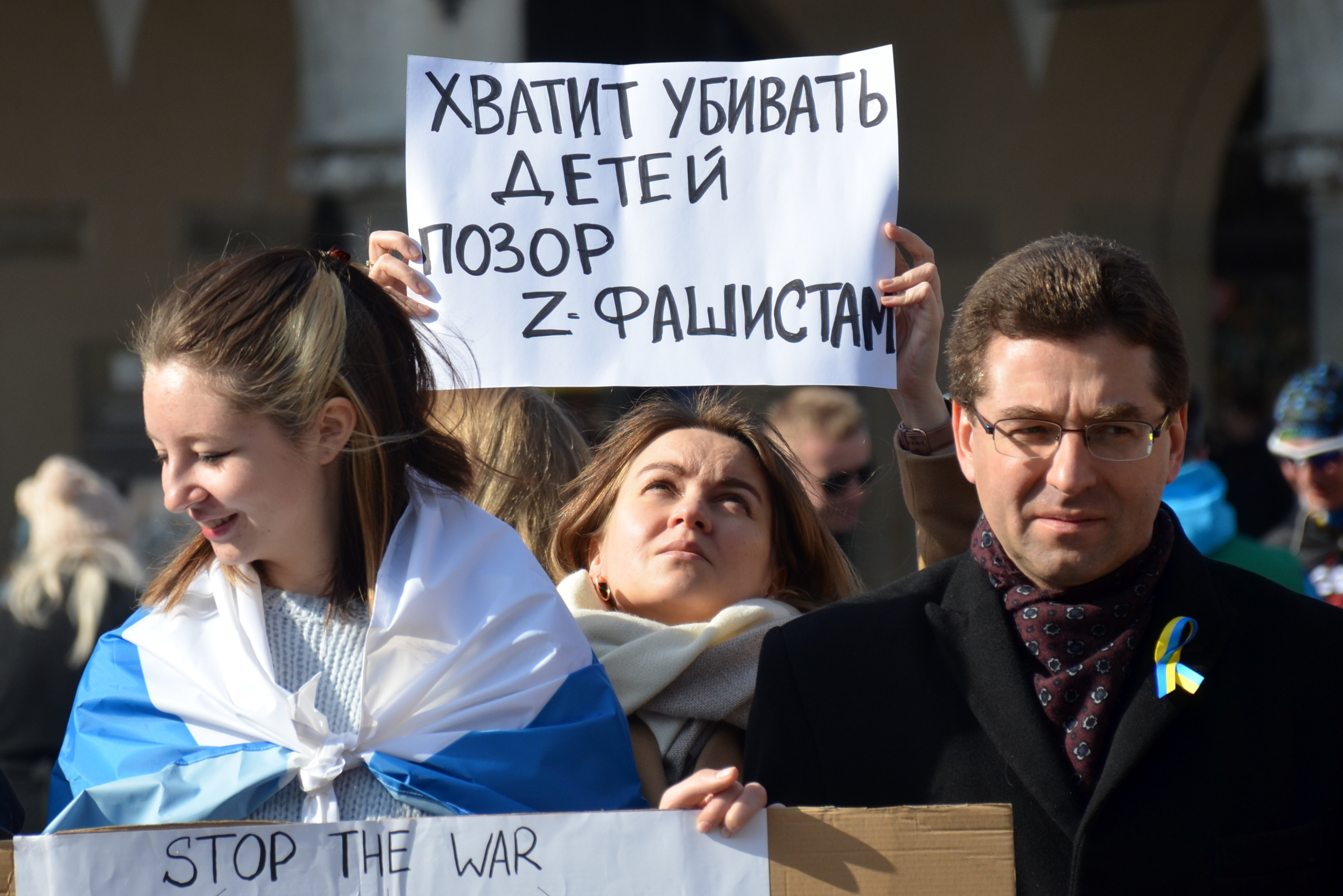
Manifestants russes à Cracovie dénonçant les « fascistes Z ».

Le philosophe et essayiste russe Mikhaïl Epstein (en), qui enseigne à l'Université Emory d'Atlanta, aux États-Unis, décrit l'état de la société russe contemporaine comme un « schizo-fascisme », qu'il définit comme « le fascisme se cachant sous le masque de la lutte contre le fascisme ». Il explique : « Le schizo-fascisme est une vision du monde fragmentée, une sorte de caricature du fascisme, mais c'est une caricature sérieuse, dangereuse et agressive. Le schizo-fascisme est une haine hystérique de la liberté, de la démocratie, de tout ce qui est étranger et des gens identifiés comme « autres ». Il est constamment à la recherche d'ennemis et de traîtres ». Ce concept avait été formulé dès 2018 par l'historien américain Timothy Snyder dans son ouvrage The Road to Unfreedom (en) : « les idées fascistes sont arrivées en Russie à un moment historique, trois générations après la Seconde Guerre mondiale, où il était impossible pour les Russes de se concevoir eux-mêmes comme fascistes. Tout le sens de la guerre dans l'éducation soviétique était celui d'une lutte antifasciste, où les Russes sont du côté du bien et les fascistes sont l'ennemi. Il y a donc ce phénomène étrange, que j'appelle dans le livre « schizo-fascisme », où des gens qui sont eux-mêmes sans ambiguïté des fascistes considèrent que ce sont d'autres personnes qui sont les fascistes ». Il s'inscrit dans une tradition politique ancienne, que rappelle Stephen Kotkin, auteur d'une biographie de Joseph Staline et directeur du programme des études russes à l'université de Princeton : « Bien avant l'existence de l'OTAN, au XIXe siècle, la Russie ressemblait à cela : elle avait un autocrate. Elle avait la répression. Elle avait le militarisme. Elle se méfiait des étrangers et de l'Occident ».
Le politologue et avocat Vladimir Pastoukhov, qui a travaillé pour la Douma d'État et la Cour constitutionnelle de Russie avant de quitter le pays en 2008 pour raisons politiques et enseigne depuis lors à l'University College de Londres, considère la lettre « Z » comme « le symbole de cette guerre et l'idéologie qui l'alimente. (...) À Moscou, les gens se sont souvenus de l'importance des symboles dans une révolution. Lorsque la révolution orange a eu lieu en Ukraine au début du millénaire et s'est propagée à d'autres pays, les symboles ont joué un rôle important. » À présent, Moscou a besoin d'un symbole pour la guerre et la propagande associée. « Nous avons affaire à la renaissance d'une idéologie radicale d'extrême droite en Russie. Le « Z » représente cette idéologie. L'ironie de l'histoire est que ce « Z » rappelle en réalité beaucoup l'insigne des divisions SS ».

Blason de Wolfsangel en forme de « Z barré » de la 4e division SS « Polizei ».

Le symbole « Z » ressemble le plus à l'insigne wolfsangel (crampon héraldique) de la 4e division SS « Polizei », qui a participé à l'invasion allemande de l'Union soviétique sur le front de l'Est, combattant près de Luga, Pskov et Leningrad (République socialiste fédérative soviétique de Russie). Selon Masha Gessen, écrivant dans The New Yorker : « Graphiquement, le « Z » est clairement plus proche de la svastika que de tout symbole soviétique important, comme l'étoile à cinq branches, le marteau et la faucille ou le drapeau rouge »,.
D'autres observateurs ont également reconnu une ressemblance entre l'usage de ce « Z » et le symbolisme nazi,,, certains faisant le parallèle avec la croix gammée nazie,, tandis que ce signe était parfois surnommé « zwastika » sur Internet, écrit avec un z initial, dérivé du nom sanskrit du svastika. Pour Kerstin Holm (de), essayiste et journaliste au Frankfurter Allgemeine Zeitung, il s'agit du « signe menaçant du nouveau totalitarisme russe ».
Le 23 mai 2022, le diplomate russe Boris Bondarev, après avoir démissionné de son poste à l'ONU, déclare : « La guerre agressive déclenchée par Poutine contre l'Ukraine, et de fait contre le monde occidental, n'est pas seulement un crime contre le peuple ukrainien mais aussi, peut-être le plus grave crime contre le peuple russe, avec une lettre Z en caractère gras barrant tous nos espoirs et perspectives d'une société libre et prospère dans notre pays ».

## Statut légal
Arborer ce « Z » pourrait ainsi être réglementé dans certains pays à l'instar des symboles nazis, comme en Tchéquie,, et l'affichage de ce symbole sur les véhicules est interdit dans l'espace public au Kazakhstan, et au Kirghizistan. Fin mars 2022, de semblables dispositions étaient adoptées en Allemagne dans les Länder de Bavière et de Basse-Saxe en application de l'article 140 alinéa 2 du code pénal allemand condamnant le soutien public à une guerre d'agression et étaient en discussion dans les pays baltes, où des membres du parlement lituanien ont suggéré que le ruban de Saint-Georges et la lettre « Z » soient assimilés aux symboles nazis et communistes, tandis que le ministre de la Défense de Lettonie, Artis Pabriks, préconisait l'interdiction du « Z » russe à l'instar d'autres symboles du totalitarisme, interdiction également discutée en Estonie.